# ولایت کوزوکه

نقشه ژاپن در سال (سال ۱۸۶۸). این ولایت با رنگ تیره مشخص شده است.

ولایت کوزوکه (به ژاپنی: 上野国 Kōzuke-no kuni)، جوشو (به ژاپنی: 上州（じょうしゅう）) یکی از ولایت‌ها در تقسیم‌بندی کشوری قدیم ژاپن بود.